# Qualificazioni al campionato europeo dei piccoli stati femminile di pallavolo 2013
Le qualificazioni al campionato europeo dei piccoli stati femminile di pallavolo 2013 si sono svolte dal 25 maggio al 24 giugno 2013: al torneo hanno partecipato nove squadre nazionali europee di stati con meno di un milione di abitanti e quattro di queste si sono qualificate al campionato europeo dei piccoli stati 2013.

## Regolamento
Le squadre hanno disputato una fase a gironi con formula del girone all'italiana: le prime due classificate di ogni girone si sono qualificate per il campionato europeo dei piccoli stati 2013 (anche la nazionale del paese organizzatore, nonostante già qualificata, ha partecipato alle qualificazioni: nel caso in cui questa si classifichi tra le prime due del proprio girone, nessun'altra nazionale è ripescata).

## Squadre partecipanti
- Cipro
- Fær Øer
- Irlanda
- Islanda
- Liechtenstein
- Lussemburgo
- Malta
- San Marino
- Scozia

## Torneo
| Girone A      | Girone B    |
| ------------- | ----------- |
| Cipro         | Fær Øer     |
| Irlanda       | Islanda     |
| Liechtenstein | Lussemburgo |
| Malta         | San Marino  |
| Scozia        | -           |

### Girone A

#### Risultati
| 22 giugno 2013 Cottonera Sports Complex, Cospicua Durata: 1h:24 - Spettatori: 60  | Liechtenstein | 0 - 3 | Scozia        | 22-25, 18-25, 25-27               |
| 22 giugno 2013 Cottonera Sports Complex, Cospicua Durata: 1h:10 - Spettatori: 60  | Irlanda       | 0 - 3 | Cipro         | 15-25, 11-25, 11-25               |
| 22 giugno 2013 Cottonera Sports Complex, Cospicua Durata: 1h:56 - Spettatori: 180 | Malta         | 1 - 3 | Liechtenstein | 25-22, 15-25, 12-25, 29-31        |
| 23 giugno 2013 Cottonera Sports Complex, Cospicua Durata: 1h:22 - Spettatori: 200 | Irlanda       | 0 - 3 | Malta         | 15-25, 22-25, 16-25               |
| 23 giugno 2013 Cottonera Sports Complex, Cospicua Durata: 1h:10 - Spettatori: 60  | Cipro         | 3 - 0 | Scozia        | 25-16, 25-16, 25-16               |
| 23 giugno 2013 Cottonera Sports Complex, Cospicua Durata: 2h:06 - Spettatori: 100 | Liechtenstein | 3 - 2 | Irlanda       | 25-16, 15-25, 25-23, 23-25, 15-10 |
| 23 giugno 2013 Cottonera Sports Complex, Cospicua Durata: 1h:15 - Spettatori: 175 | Malta         | 0 - 3 | Cipro         | 19-25, 14-25, 16-25               |
| 24 giugno 2013 Cottonera Sports Complex, Cospicua Durata: 1h:13 - Spettatori: 40  | Scozia        | 3 - 0 | Irlanda       | 25-16, 25-17, 25-19               |
| 24 giugno 2013 Cottonera Sports Complex, Cospicua Durata: 1h:06 - Spettatori: 40  | Cipro         | 3 - 0 | Liechtenstein | 25-11, 25-13, 25-12               |
| 24 giugno 2013 Cottonera Sports Complex, Cospicua Durata: 1h:56 - Spettatori: 240 | Scozia        | 3 - 2 | Malta         | 23-25, 25-13, 25-16, 19-25, 15-11 |

#### Classifica
| Pos | Squadra       | Pt | G | V | P | SV | SP | Ratio | PF  | PS  | Ratio |
| --- | ------------- | -- | - | - | - | -- | -- | ----- | --- | --- | ----- |
| 1   | Cipro         | 12 | 4 | 4 | 0 | 12 | 0  | MAX   | 300 | 170 | 1.764 |
| 2   | Scozia        | 8  | 4 | 3 | 1 | 9  | 5  | 1.800 | 307 | 282 | 1.088 |
| 3   | Liechtenstein | 5  | 4 | 2 | 2 | 6  | 9  | 0.666 | 307 | 332 | 0.924 |
| 4   | Malta         | 4  | 4 | 1 | 3 | 6  | 9  | 0.666 | 295 | 338 | 0.872 |
| 5   | Irlanda       | 1  | 4 | 0 | 4 | 2  | 12 | 0.166 | 241 | 328 | 0.734 |

### Girone B

#### Risultati
| 25 maggio 2013 Gymnase Coque, Lussemburgo Durata: 1h:42 - Spettatori: 100 | Islanda     | 1 - 3 | San Marino  | 25-21, 23-25, 21-25, 19-25       |
| 25 maggio 2013 Gymnase Coque, Lussemburgo Durata: 1h:24 - Spettatori: 180 | Fær Øer     | 3 - 0 | Lussemburgo | 28-26, 25-21, 25-19              |
| 26 maggio 2013 Gymnase Coque, Lussemburgo Durata: 1h:36 - Spettatori: 80  | San Marino  | 3 - 1 | Fær Øer     | 22-25, 25-20, 25-16, 25-15       |
| 26 maggio 2013 Gymnase Coque, Lussemburgo Durata: 1h:15 - Spettatori: 140 | Lussemburgo | 3 - 0 | Islanda     | 25-21, 25-20, 25-14              |
| 27 maggio 2013 Gymnase Coque, Lussemburgo Durata: 1h:09 - Spettatori: 70  | Fær Øer     | 0 - 3 | Islanda     | 19-25, 14-25, 21-25              |
| 27 maggio 2013 Gymnase Coque, Lussemburgo Durata: 2h:00 - Spettatori: 180 | San Marino  | 3 - 2 | Lussemburgo | 25-22, 19-25, 23-25, 25-16, 15-8 |

#### Classifica
| Pos | Squadra     | Pt | G | V | P | SV | SP | Ratio | PF  | PS  | Ratio |
| --- | ----------- | -- | - | - | - | -- | -- | ----- | --- | --- | ----- |
| 1   | San Marino  | 8  | 3 | 3 | 0 | 9  | 4  | 2.250 | 300 | 260 | 1.153 |
| 2   | Lussemburgo | 4  | 3 | 1 | 2 | 5  | 6  | 0.833 | 237 | 240 | 0.987 |
| 3   | Islanda     | 3  | 3 | 1 | 2 | 4  | 6  | 0.666 | 218 | 225 | 0.968 |
| 4   | Fær Øer     | 3  | 3 | 1 | 2 | 4  | 6  | 0.666 | 208 | 238 | 0.873 |

## Squadre qualificate
- Cipro
- Lussemburgo
- San Marino
- Scozia